# Manresa
Manresa là một thủ phủ của comarca Bages, tỉnh Barcelona, Catalonia, Tây Ban Nha.

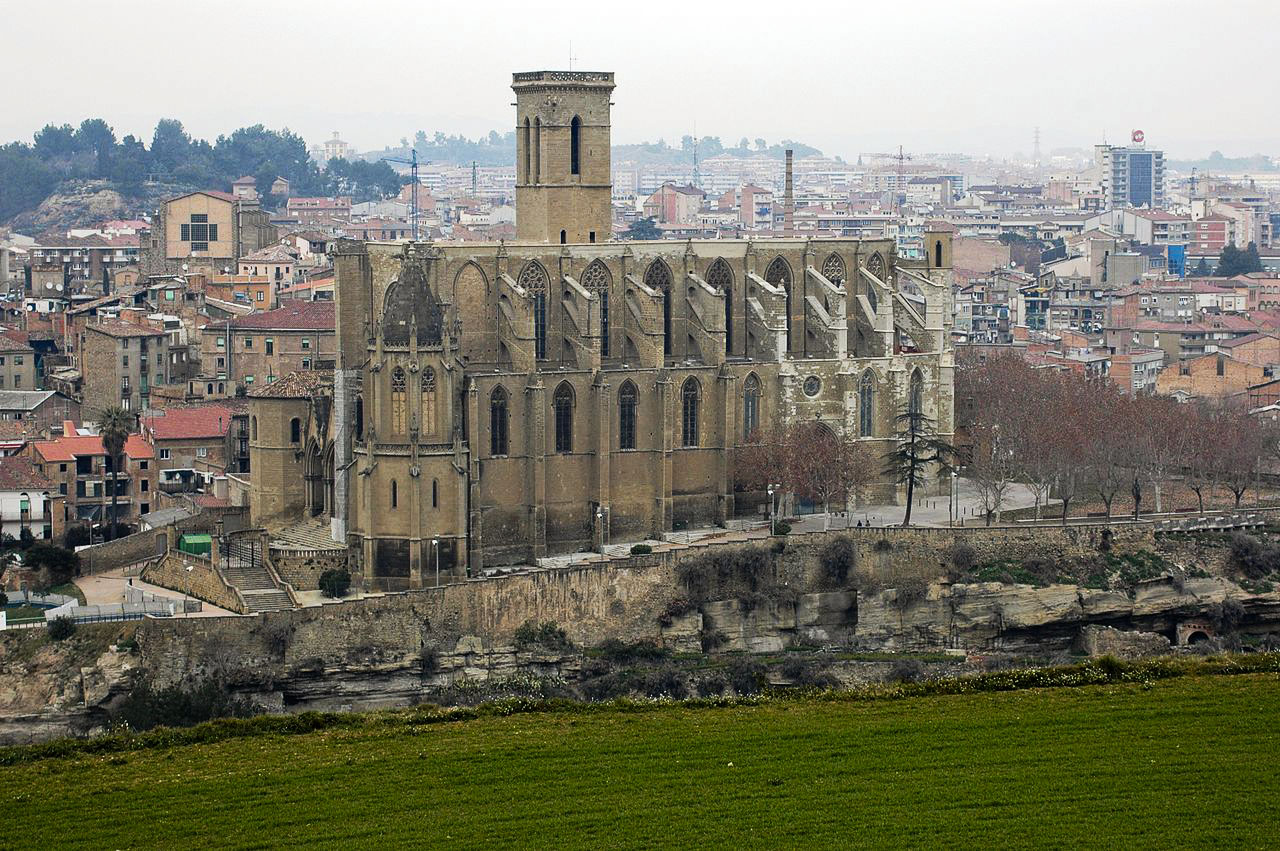
Vị trí của Manresa

## Biến động dân số
| 1900   | 1930   | 1950   | 1970   | 1986   | 2001   |
| ------ | ------ | ------ | ------ | ------ | ------ |
| 23.252 | 32.151 | 40.452 | 57.846 | 65.274 | 67.269 |